# Edmond Le Bœuf
Edmond Le Bœuf o Leboeuf (París, 5 de noviembre de 1809 - Argentan, 7 de junio de 1888) fue un general francés, Mariscal de Francia desde 1870.
Estudió en el Politécnico de Metz y en la École polytechnique, distinguiéndose más tarde como oficial en la guerra de Argelia y convirtiéndose en coronel en 1852. Comandó la artillería del I Cuerpo de ejército francés en el Sitio de Sebastopol, y fue ascendido a general de brigada en 1854, y a general de división en 1857.
En la segunda guerra de Independencia italiana de 1859 comandó la artillería, constribuyendo directamente su acción en la Batalla de Solferino a la consecución de la victoria. En septiembre de 1866, convertido entre tanto en ayudante de campo de Napoleón III, fue enviado a Venecia para entregar aquella provincia a Víctor Manuel II. En enero de 1869 se convirtió en comandante del VI Cuerpo de ejército de Toulouse, y en agosto, tras la muerte del mariscal Niel, en ministro de Guerra, obteniendo la pública aprobación de su programa de profunda reorganización del ministerio y de los departamentos civiles. El 24 de marzo de 1870 recibió el nombramiento de Mariscal de Francia.
Con la declaración de guerra contra el II Imperio alemán, Leboeuf pronunció frente al Parlamento la histórica frase: “Estamos tan preparados, que aunque la guerra durase dos años no faltaría ni el botón de una casaca”.
Sin embargo, los eventos inevitablemente hicieron que se considerase la frase como una mera fanfarronada, si bien hoy se sabe que la confusión administrativa en la frontera en julio de 1870 era menor de cuanto se suponía en aquella época.
Leboeuf tomó parte en la campaña de Lorena, inicialmente como jefe del Estado Mayor del ejército del Rin y, cuando François Achille Bazaine se convirtió en Comandante en Jefe, como comandante del III Cuerpo de ejército, que guio en el Sitio de Metz. Se distinguió por su coraje personal y su capacidad de mando. Cercado con Bazaine en Metz, tras la rendición de la ciudad fue conducido a Alemania como prisionero de guerra.
Con la declaración de paz, volvió a Francia y testimonió frente a la comisión de investigación sobre la rendición de la plaza fuerte, denunciando con insistencia las acciones de Bazaine. Leboeuf dejó la vida pública y se retiró cerca de Argentan, donde murió en 1888.